# 角田豊 (法学者)
角田 豊（すみだ ゆたか、1922年8月19日 - 1978年9月7日）は、日本の法学者。
神奈川県逗子生まれ。第一高等学校、1944年東京帝国大学法学部政治学科卒、同大学院、1943年徴兵、ポツダム中尉。1946年中央労働学園調査部職員、1948年同専門学校助教授、1949年中央労働学園大学助教授、1951年静岡大学文理学部助教授、1964年同志社大学教授。

## 著書
- 『社会政策講義』未来社 1965
- 『社会保障法の課題と展望』法律文化社 1968
- 『社会保障法の現代的課題』法律文化社 1977
- 『社会保障法』青林書院新社 現代法律学全集 1978
- 『産業関係論』高文堂出版社 1980

### 共編
- 『現代の社会保障』小倉襄二共編 法律文化社 1968
- 『社会保障法入門』窪田隼人,佐藤進共編 法律文化社 1972
- 『現代社会保障小事典』小倉襄二共編 法律文化社 1974
- 『社会保障基本資料集』小倉襄二共編 法律文化社 1974
- 『労働者福祉』編 至誠堂 現代社会保障叢書 1974
- 『労働者のくらしと社会保障』真田是共編 法律文化社 選書 現代の生活と社会保障 1977
- 『高齢化社会と社会保障』奈倉道隆共編 法律文化社 選書現代の生活と社会保障 1978
- 『現代の労働と健康を守る権利』細川汀、辻村一郎共編 法律文化社 1979
- 『社会保障法要説』共編 法律文化社 1980

### 翻訳
- ウイリアム・ゴムバーグ『職階制と団体交渉』中央労働学園 海外労働叢書 1948
- F.ラフィット『社会保障制度 英国社会保障への道』藤林敬三共訳 好学社 1949

## 参考
- 故角田豊教授略歴・著作目録〔含 追悼〕評論・社会科学 1979-11